# Augustus Hobart-Hampden, 6. Earl of Buckinghamshire
Rev. Augustus Edward Hobart-Hampden, 6. Earl of Buckinghamshire (geborener Hobart, * 1. November 1793; † 29. Oktober 1885 in Hampden House, Buckinghamshire) war ein britischer Peer und anglikanischer Priester.

## Leben
Er war der dritte und jüngste Sohn des Hon. George Vere Hobart (1761–1802) aus dessen erster Ehe mit Jane Cataneo. Sein Vater war der zweite Sohn des George Hobart, 3. Earl of Buckinghamshire, und 1802 Lieutenant Governor von Grenada.
Er besuchte das Theologische Seminar Ripon College in Cuddesdon, Oxfordshire, sowie die Westminster School in London. Ab 1812 studierte er am Brasenose College der Universität Oxford. 1815 erwarb er dort einen Bachelor of Arts und 1818 einen Master of Arts.
Ab 1817 war er anglikanischer Pfarrer (Rector) von Bennington in Lincolnshire, 1820 Pfarrer von Walton in Leicestershire, und von 1820 bis 1847 Pfarrer von Wolverhampton in Staffordshire.
Beim Tod seines kinderlosen ältesten Bruders George Hampden, 5. Earl of Buckinghamshire, erbte er am 1. Februar 1849 dessen Adelstitel als 6. Earl of Buckinghamshire, 6. Baron Hobart und 10. Baronet, of Intwood. Er wurde dadurch Mitglied des House of Lords.
Am 5. August 1878 ergänzte er seinen Familiennamen mit königlicher Lizenz von „Hobart“ zu „Hobart-Hampden“.
Er starb 1885 im Alter von 91 Jahren und wurde in Sidmouth, Devon, bestattet.

## Ehen und Nachkommen
In erster Ehe heiratete er 1816 Mary Williams († 1825), Tochter des John Williams, Richter am Court of King’s Bench. Mit ihr hatte er vier Söhne:
- Vere Henry Hobart, Lord Hobart (1818–1875), Gouverneur von Madras, ⚭ 1853 Mary Catherine Carr;
- Frederick John Hobart-Hampden, Lord Hobart (1821–1875), ⚭ 1856 Catherine Annesley Carr;
- Hon. Augustus Charles Hobart-Hampden (1822–1886), Vice-Admiral der Royal Navy, ⚭ (1) 1848 Mary Anne Grant, ⚭ (2) 1879 Mary Katherine Hore;
- Hon. Charles Edward Hobart-Hampden (1825–1913), Captain der Bombay Army, ⚭ (1) 1853 Catherine Cooke.

In zweiter Ehe heiratete er 1826 Maria Isabella Egremont (1797–1873), Tochter des Rev. Godfrey Egremont. Mit ihr hatte er drei Söhne:
- Hon. George Augustus Hobart-Hampden (1827–1889), ⚭ 1857 Jane Awdry;
- Rev. Hon. William Arthur Hobart-Hampden (1826–1874), Vikar von Wellesbourne in Warwickshire, ⚭ 1857 Marianne Kennet-Dawson;
- Hon. Horace Miles Hobart-Hampden (1835–1928), Major des Bombay Army, ⚭ (1) 1864 Gertrude Bawtree, ⚭ (2) 1880 Isabella Druitt.